# たかじん生JIN JIN
たかじん生JIN JIN（たかじんなまじんじん）は毎日放送（MBSラジオ）で1995年7月から1998年3月まで毎週金曜日に放送されていたラジオ番組。

## 概要
やしきたかじんが『それゆけ!』火曜日の終了（1994年9月）以来、MBSラジオで10ヶ月振りにレギュラーでパーソナリティを務めた番組。同番組のパーソナリティ時代を彷彿させるコーナーで構成された。
アシスタントには1年目（1995年度）のみ、石田敦子が担当。2年目（1996年度）以降は、たかじんの希望で子守康範（いずれも担当時点では毎日放送アナウンサー）を起用した。『それゆけ!』金曜日（1994年8月）での電話リポート（子守康範#毎日放送アナウンサー時代を参照）によってテレビ・ラジオ番組への出演を一時的に見合わせていた子守は、この起用を機に番組出演を本格的に再開した。

## 出演者
- やしきたかじん
- 石田敦子（出演当時は毎日放送アナウンサー、1995年度アシスタント）
- 子守康範（同上、1996年・1997年度アシスタント）
- 青木直子

## コーナー
- 誰かとめんかい
- 世間がお呼びです
- タベタリーノ

## スタッフ
- 構成作家 - 北野義則

## エピソード
- MBSラジオでは、『それゆけ!』を放送していた時期に、当時の後続番組『すみからすみまで角淳一です』の冒頭で両番組の出演者がクロストークを展開していた。当番組では1年目のみ、後続番組『金曜まるごと清水国明』とのクロストークを挟まなかった。しかし、後続番組が『板東英二金曜生BAN BAN』に変わった2年目以降は、『それゆけ!』でもパーソナリティを務めていた板東と当番組出演者の間でクロストークを復活させていた。
- 当番組の終了が決まっていた1998年3月には、たかじんが「番組の演出をめぐるスタッフとの意見の相違」を理由に、当番組の本番開始から数分でスタジオを退出。最終回の目前（放送日不詳）にして、子守だけで生放送を進めざるを得ない事態に陥った。そこでスタッフは、子守のアナウンスを通じて、「生放送ですぐに告知したいことがある（関西在住の）落語家」を急遽募集。この急募に応じて出演した桂坊枝（1997年10月から『日曜出勤生ラジオ』のリポーターを担当）が、告知や子守とのフリートークなどで残り時間を埋めた（たかじんが64歳で逝去した直後の2014年1月8日にMBSラジオで放送された追悼特別番組で子守・坊枝が証言）。ちなみに、子守と坊枝は、当番組の終了翌月（1998年4月）からMBSテレビで放送を開始したたかじんの冠番組『たかじんONE MAN』にも定期的に登場（子守は2000年1月からフリーアナウンサーとして出演）。坊枝自身も、MBSラジオが毎週日曜日のランチタイムに放送していた生ワイド番組（『日曜出勤生ラジオ』→『今日は日曜♪野村啓司のラジオなひととき』）で、9年半にわたって中継リポーターを続けた。